# Bico-reto
Bico-reto é o nome vulgar dos beija-flores classificados no género Heliomaster.
Este género contém as seguintes espécies:
- Heliomaster constantii (Delattre, 1843)   --  bico-recto-de-coroa-escura, bico-reto-de-coroa-escura, colibri-de-constant
- Heliomaster longirostris (Audebert e Vieillot, 1801)  --  bico-reto-cinzento, bico-direito-cinzento, colibri-de-bico-comprido
- Heliomaster squamosus (Temminck, 1823)   --  bico-reto-de-banda-branca, bico-direito-de-listas-branca, estrela-verde-azulado, estrela-verde, bico-reto-verde, colibri-de-peito-riscado, beija-flor-bico-reto-verde
- Heliomaster furcifer (Shaw, 1812)  --  bico-reto-azul, beija-flor-de-barba-azul, bico-direito-azul, colibri-de-barba-azul